# Йоутсено
Йо́утсено (фин. Joutseno) — район городского муниципалитета Лаппеэнранта провинции Южная Финляндия. До 2009 года — город. Находится у озера Сайма в 9 км от границы с Россией.
Население 10,8 тыс. человек (2005). Площадь города — 498,8 км², из которых 187,7 км² занято водной поверхностью.
Достопримечательности: исторический музей, зоопарк, церковь в стиле северный модерн и др. Горнолыжный центр Мюллюмяки.